# Zsuzsa Csala
Zsuzsa Csala (Budapest, 9 de julio de 1933 – Budapest, 22 de febrero de 2014) fue una actriz húngara de Budapest.

## Filmografía
| Año  | Título                             | Papel                  | Ref            |
| ---- | ---------------------------------- | ---------------------- | -------------- |
| 1958 | Csendes otthon                     |                        |                |
| 1958 | St. Peter's Umbrella               | Srankóné               |                |
| 1959 | A mi földünk                       |                        |                |
| 1960 | Young Noszty and Mary Toth         |                        |                |
| 1961 | Egy régi villamos                  |                        |                |
| 1961 | Katonazene                         |                        |                |
| 1961 | Jó utat, autóbusz                  | Pergelné               |                |
| 1962 | Májusi fagy                        |                        |                |
| 1962 | Házasságból elégséges              |                        |                |
| 1962 | Hagymácska                         | Szélzacskó hercegnõ    | Telefilm       |
| 1962 | Csudapest                          |                        | Telefilm       |
| 1963 | Mici néni két élete                |                        |                |
| 1963 | Tücsök                             | Virágné                |                |
| 1964 | Pacsirta                           |                        |                |
| 1965 | Kár a benzinért                    | Szomszéd               |                |
| 1965 | Tilos a szerelem                   | Szakácsnõ              |                |
| 1966 | Minden kezdet nehéz                |                        |                |
| 1966 | És akkor a pasas...                | Hintaló vásárló        |                |
| 1966 | Nem szoktam hazudni                | Taxisofõr              |                |
| 1967 | Segítség, lógok                    | Pirike, titkárnõ       |                |
| 1969 | Hazai pálya                        |                        |                |
| 1969 | Alfa Romeó és Júlia                | Zsuzsa                 |                |
| 1970 | A nagy kék jelzés                  | Teréz                  |                |
| 1970 | Csak egy telefon                   | A tanácselnök felesége |                |
| 1970 | Hatholdas rózsakert                | Postáskisasszony       |                |
| 1973 | Lila ákác                          | Kövér jelentkezõ       |                |
| 1979 | Égigérö fü                         | Market Woman           |                |
| 1984 | Hófehér                            | III. királynö          | Voice          |
| 1988 | Nyitott ablak                      | Vendéglõsné            |                |
| 2002 | Nyúlék                             | Frida Nyúl             | TV Series      |
| 2009 | Holnap történt - A nagy bulvárfilm | Aunt                   | (Último papel) |